# Malvasia Nera di Basilicata
Malvasia Nera di Basilicata (auch Malvasia nera) ist eine Rotweinsorte und eine von vielen Varietäten aus der Familie der Malvasier innerhalb Italiens. Die Sorte ist sehr alt und vermutlich griechischen Ursprungs; bislang konnte ein solcher Nachweis jedoch nicht erbracht werden. Morphologisch steht sie den Sorten Malvasia Nera di Lecce und Malvasia Nera di Brindisi nahe. Der Anbau der Sorte ist in den Provinzen Matera und Potenza in der Region Basilikata empfohlen.
Die spätreifende Sorte ist wuchsstark und liefert gute Erträge. Die zuckerreichen Moste ergeben alkoholreiche Weine mit schönem Aroma. Die Weine sind in der Hauptsache der Klasse der Tafelweine einzuordnen. Die bestockte Fläche betrug zu Anfang der 1990er Jahre 1365 Hektar.

## Synonyme
Folgende Synonyme der Rebsorte sind bekannt: Cassano, Malvasia di Lucania und Malvasia nera.

## Ampelographische Sortenmerkmale
In der Ampelographie wird der Habitus folgendermaßen beschrieben:
- Die Triebspitze ist offen. Sie ist weißwollig behaart jedoch ohne karminroten Anflug. Die Jungblätter sind nur leicht wollig behaart.
- Die mittelgroßen Blätter sind fünflappig und nur mäßig tief gebuchtet. Die Stielbucht ist lyrenförmig geschlossen. Das Blatt ist stumpf gezahnt. Die Zähne sind im Vergleich der Rebsorten groß und weit gesetzt.
- Die kegelförmige Traube ist manchmal geschultert und mittelgroß. Die rundlichen Beeren sind mittelgroß und von bläulich-schwarzer Farbe. Das Fruchtfleisch ist dunkelfarbig und aromatisch.

Die Rebsorte Malvasia Nera di Basilicata reift ungefähr 30 Tage nach dem Gutedel. Sie zählt damit zu den spät reifenden Sorten.
Es gibt auch eine weiße Rebsorte namens Malvasia Bianca di Basilicata.